# Anne Manie
Anne Manie, às vezes grafada como Annemanie, é uma comunidade não incorporada localizada no condado de Wilcox, no estado norte-americano do Alabama.